# Louis Édouard Piette
Pour les articles homonymes, voir Piette.
Louis Édouard Piette, né à Vervins (Aisne) le 9 juillet 1806, mort en la même ville le 17 août 1890.

## Carrière
- Ancien président du tribunal de commerce de Vervins.
- Député[1] de 1867 à 1870 pour l'arrondissement de Vervins.
- Conseiller général pour le canton d'Aubenton, élu en 1863.
- Chevalier de la Légion d'honneur[2], décoré le 4 août 1867.
- Président de la Société archéologique et historique de Vervins et de la Thiérache depuis sa fondation (1872 à 1890).

## Sources
- « Louis Édouard Piette », dans Adolphe Robert et Gaston Cougny, Dictionnaire des parlementaires français, Edgar Bourloton, 1889-1891 [détail de l’édition]